# Rokvinimex
A rokvinimex (INN: roquinimex) az immunrendszer NK-sejtjeit aktivizáló szer. A Natural Killer sejtek felismerik a daganatos és vírussal fertőzött sejteket, és programozott sejthalállal elpusztítják őket.
A rokvinimex bizonyos fajta rákos megbetegedések (pl. csontvelőátültetés után akut leukémiában) és autoimmun betegségek (pl. sclerosis multiplex, 1-es típusú cukorbetegség) elleni szer.

## Készítmények
- Linomide[1]

Magyarországon nincs forgalomban.

## Fordítás
- Ez a szócikk részben vagy egészben  a   Roquinimex című angol Wikipédia-szócikk fordításán alapul.  Az eredeti cikk szerkesztőit annak laptörténete sorolja fel. Ez a jelzés csupán a megfogalmazás eredetét és a szerzői jogokat jelzi, nem szolgál a cikkben szereplő információk forrásmegjelöléseként.
- Ez a szócikk részben vagy egészben  a   Natural killer cell című angol Wikipédia-szócikk fordításán alapul.  Az eredeti cikk szerkesztőit annak laptörténete sorolja fel. Ez a jelzés csupán a megfogalmazás eredetét és a szerzői jogokat jelzi, nem szolgál a cikkben szereplő információk forrásmegjelöléseként.